# 卡塔克區

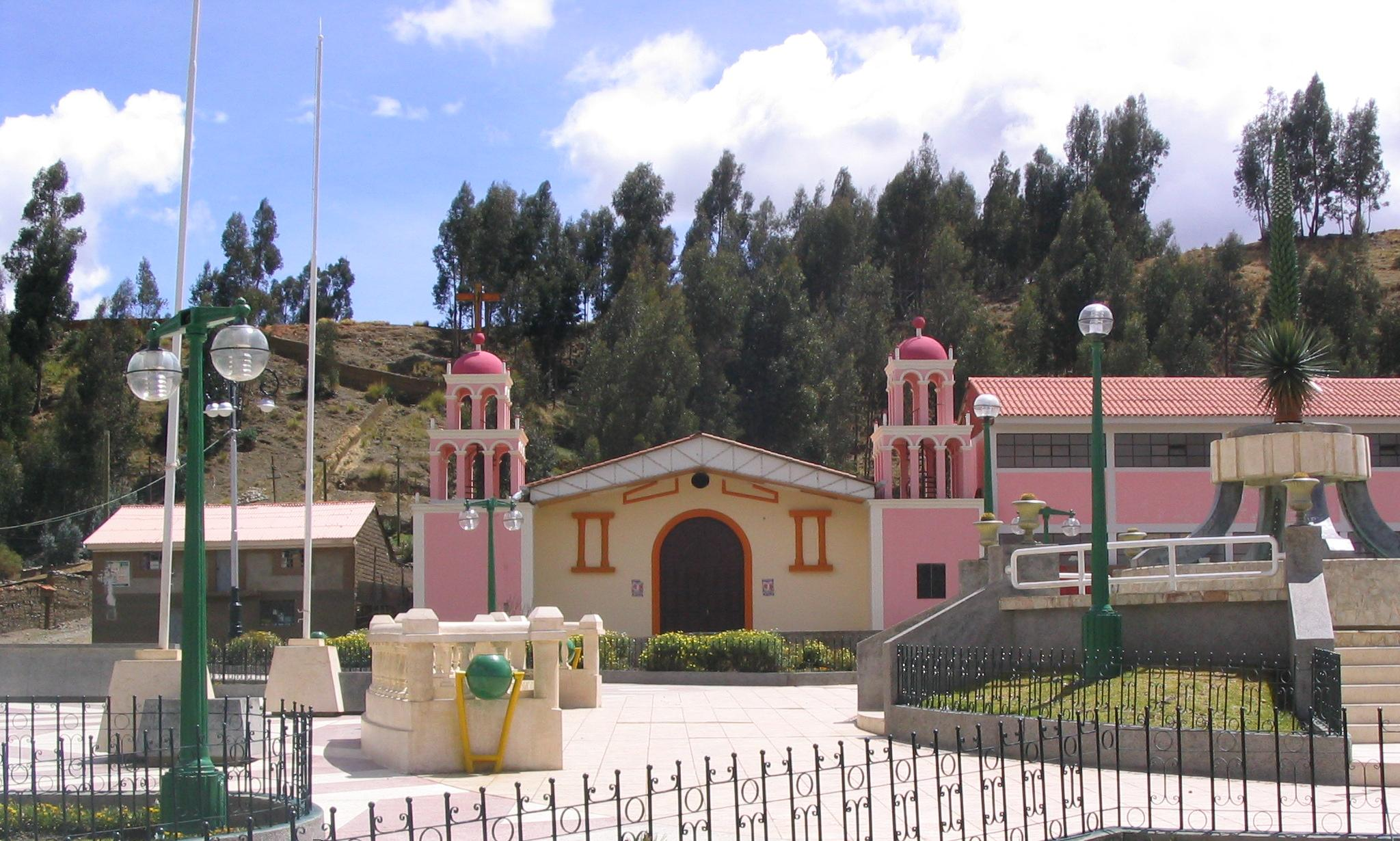

卡塔克區（西班牙語：Distrito de Cátac），是秘魯的一個區，位於該國北部安卡什大區的雷奈伊省，始建於1965年1月8日，面積1,018.27平方公里，海拔高度3,566米，2005年人口4,616，人口密度為每平方公里4.5人。